# NK Zvijezda Zagreb
Nogometni klub Zvijezda Zagreb bio je hrvatski nogometni klub iz Zagreba. 
Nastao je 1959. ujedinjenjem Milicionara i Uljare. Bio je klub Tvornice ulja Zvijezde.